# Bror Jacob Adelborg

Gosse fiskande från aktern på båten Nöjet. Akvarell av Bror Jacob Adelborg, odaterad.

Hamnbild med segelfartyg, roddbåt, ångfartyg och dykdalb. Akvarell av Bror Jacob Adelborg, 1855.

Bror Jacob Adelborg, född 15 mars 1816 i Västervik, död 7 mars 1865 i Karlskrona, var en svensk sjömilitär samt målare och tecknare.

## Biografi
Bror Jakob var son till Per Otto Adelborg samt far till Maria Adelborg, Gertrud Adelborg och Ottilia Adelborg.
Adelborg avlade sjöofficersexamen vid Krigsskolan 1838 och utnämndes samma år till sekundlöjtnant i flottan, varefter han befordrades till premiärlöjtnant 1846, kaptenlöjtnant 1855, kapten 1858 och kommendörkapten 1864. Åren 1842–1846 tjänstgjorde han i brittiska flottan.
Bror Jacob Adelborg följde med på den så kallade Oxehufvudska expeditionen till Latinamerika 1840–41 som medelstyrman och utförde där ett flertal marinbilder i akvarell och teckning. 
Han är representerad i Nationalmuseum med en akvarellerad blyertsteckning och Uppsala universitetsbibliotek, samt med fjorton verk i Sjöhistoriska museet. Några av hans teckningar är återgivna i Axel Paulins bok Oxehufvud – en svensk viking (1947).
Adelborg var gift med Hedvig af Uhr, dotter till direktören Gustaf af Uhr.